# Funk Wav Bounces Vol. 1
| Совокупная оценка    | Совокупная оценка |
| Источник             | Оценка            |
| -------------------- | ----------------- |
| AnyDecentMusic?      | 6.5/10            |
| Metacritic           | 71/100            |
| Оценки критиков      |                   |
| Источник             | Оценка            |
| AllMusic             | [ 3 ]             |
| Consequence of Sound | B+                |
| The Guardian         | [ 5 ]             |
| The Independent      | [ 6 ]             |
| NME                  | [ 7 ]             |
| Paste                | 6.7/10            |
| Slant Magazine       | [ 9 ]             |

Funk Wav Bounces Vol. 1 — пятый студийный альбом шотландского диджея и музыкального продюсера Кельвина Харриса. Он вышел 30 июня 2017 года.

## История
В записи участвовали многие известные приглашённые исполнители, в том числе, Кэти Перри, Ники Минаж, Фаррелл Уи́льямс, Ариана Гранде, Snoop Dogg, Джон Ледженд, Фрэнк Оушен, Migos и другие.
Альбом получил положительные отзывы музыкальных критиков и интернет-изданий: AllMusic, The Guardian, NME, Slant Magazine.
Funk Wav Bounces Vol. 1 дебютировал на позиции № 2 в британском хит-параде UK Albums Chart с тиражом 19,913 копий в первую неделю.

## Список композиций
| №                   | Название                                                                 | Автор(ы)                                                                     | Длительность |
| ------------------- | ------------------------------------------------------------------------ | ---------------------------------------------------------------------------- | ------------ |
| 1.                  | «Slide» (при участии Фрэнк Оушен и Migos)                                | Адам Уайлс Кристофер Брю Quavious Marshall Киари Цефус Киршник Болл          | 3:50         |
| 2.                  | «Cash Out» (при участии Скулбой Кью, PartyNextDoor, and D.R.A.M.)        | Уайлс Brittany Hazzard Quincy Hanley Shelley Massenburg-Smith Rogét Chahayed | 3:55         |
| 3.                  | «Heatstroke» (при участии Young Thug, Фаррелла Уи́льямса и Арианы Гранде) | Уайлс Джеффри Уильямса Ф. Уи́льямс Hazzard                                    | 3:49         |
| 4.                  | «Rollin» (при участии Фьючера и Khalid)                                  | Уайлс Nayvadius Wilburn Khalid Robinson                                      | 4:32         |
| 5.                  | «Prayers Up» (при участии Трэвиса Скотта и A-Trak)                       | Wiles Джек Уэбстер Hazzard                                                   | 3:24         |
| 6.                  | «Holiday» (при участии Snoop Dogg, Джон Ледженд, и Takeoff)              | Уайлс Calvin Broadus Джон Ледженд Ball Marshall Cephus                       | 2:49         |
| 7.                  | «Skrt on Me» (при участии Ники Минаж)                                    | Уайлс Onika Maraj Hazzard                                                    | 3:48         |
| 8.                  | «Feels» (при участии Фаррелла Уи́льямса, Кэти Перри и Шона Андерсона)     | Уайлс Ф. Уи́льямс Hazzard Кэти Перри Шон Андерсон                             | 3:43         |
| 9.                  | «Faking It» (при участии Кейлани и Lil Yachty)                           | Уайлс Jessie Reyez Miles McCollum                                            | 4:00         |
| 10.                 | «Hard to Love» (при участии Jessie Reyez)                                | Уайлс Reyez                                                                  | 3:50         |
| Общая длительность: | Общая длительность:                                                      | Общая длительность:                                                          | 37:40        |

## Чарты
| Чарт (2017)                               | Высшая позиция |
| ----------------------------------------- | -------------- |
| Австралия Australian Albums (ARIA)        | 5              |
| Бельгия/Фландрия (Ultratop)               | 14             |
| Бельгия/Валлония (Ultratop)               | 25             |
| Нидерланды (Album Top 100)                | 5              |
| Германия (Offizielle Top 100)             | 29             |
| Ирландия (IRMA)                           | 2              |
| Италия Italian Albums (FIMI)              | 19             |
| New Zealand Albums (RMNZ)                 | 3              |
| Норвегия (VG-lista)                       | 4              |
| Шотландия (Scottish Albums Chart)         | 2              |
| Швеция Swedish Albums (Sverigetopplistan) | 5              |
| Великобритания (UK Albums Chart)          | 2              |

## Сертификация
| Регион | Сертификация  | Продажи   |
| --- | ------------- | --------- |
| Австралия (ARIA) | Золотой       | 35 000    |
| Бразилия (ABPD) | Золотой       | 20 000    |
| Канада (Music Canada) | 2× Платиновый | 160 000   |
| Дания (IFPI Danmark) | Платиновый    | 20 000    |
| Мексика (AMPROFON) | Платиновый    | 60 000    |
| Новая Зеландия (RMNZ) | 2× Платиновый | 30 000    |
| Польша (ZPAV) | Золотой       | 10 000    |
| Сингапур (RIAS) | Золотой       | 5000*     |
| Швеция (GLF) | Золотой       | 20 000    |
| Швейцария (IFPI Switzerland) | Платиновый    | 20 000    |
| Великобритания (BPI) | Золотой       | 100 000   |
| США (RIAA) | Платиновый    | 1 000 000 |
| * Данные о продажах приведены только на основе сертификации. · Данные о продажах + прослушиваниях приведены только на основе сертификации. |               |           |